# 消費者政策会議
消費者政策会議（しょうひしゃせいさくかいぎ、英語: Consumer Policy Council）は、日本の行政機関の一つであり、内閣府の特別の機関である。

## 概要
消費者基本法により内閣府に設置された特別の機関の一つである。内閣が定める『消費者基本計画』の案を作成するとともに、消費者政策に関する企画を審議している。また、消費者政策の実施を推進するとともに、その状況の検証、評価、監視を担っている。
なお、消費者政策会議のほかにも、内閣府には消費者政策に関する組織が設けられている。具体的には、内閣府の審議会等として消費者委員会が、外局として消費者庁が設置されている。消費者政策会議が『消費者基本計画』の案を作成する際には、内閣府消費者委員会の意見を聴取しなければならないとされる。同様に、消費者政策の検証、評価、監視の結果を取り纏める際にも、内閣府消費者委員会の意見を聴取しなければならないとされる。

## 構成

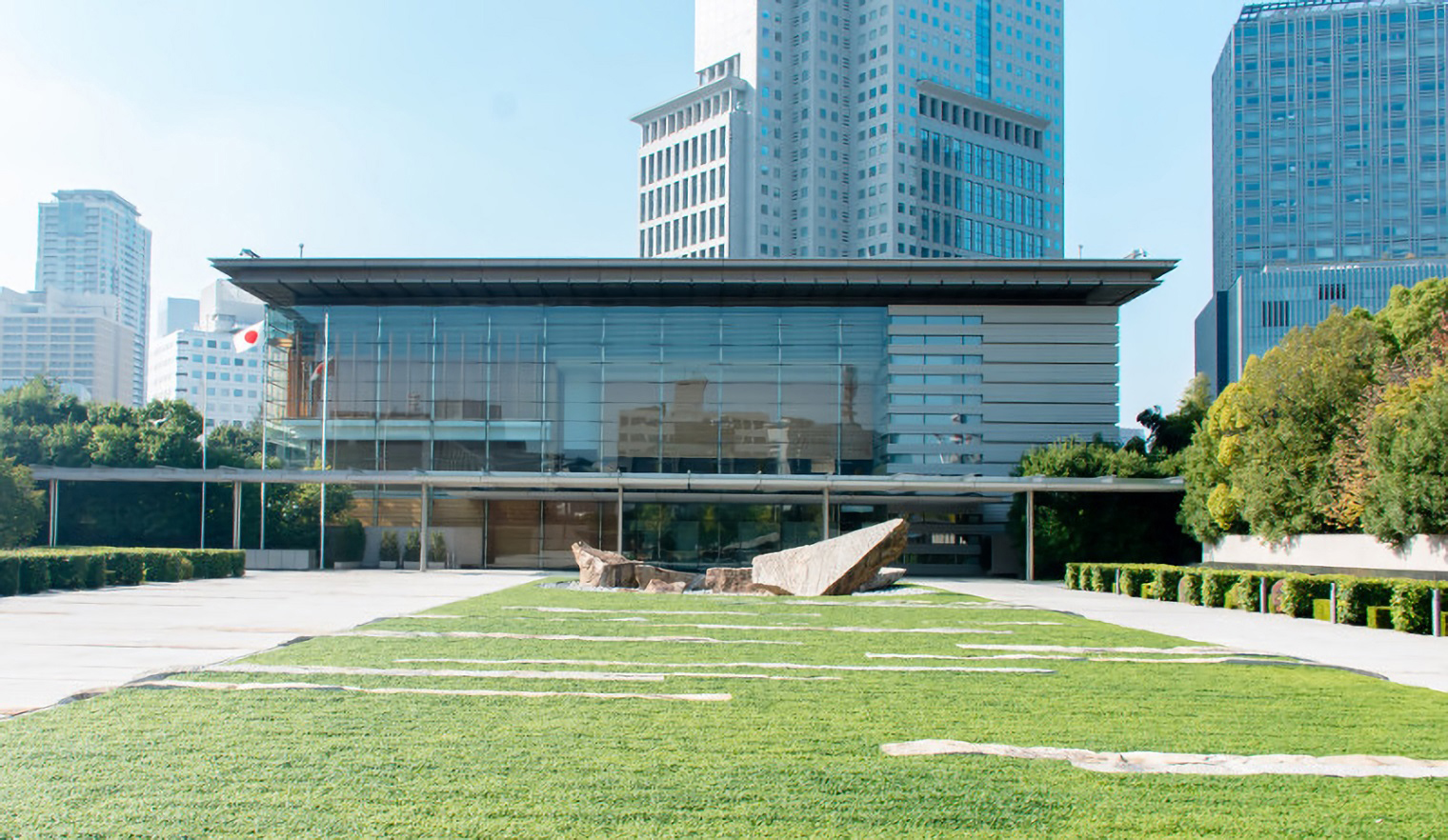
消費者政策会議の会合が開催される総理大臣官邸

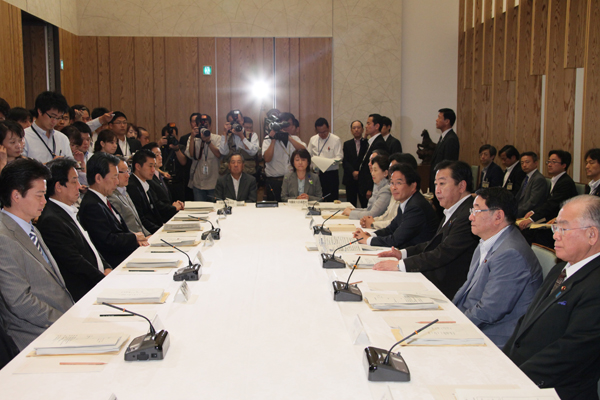
消費者政策会議の第9回会合（2012年7月20日、総理大臣官邸にて）

消費者政策会議の長は会長であり、内閣総理大臣の充て職となっている。委員には、消費者基本法第28条第3項第1号に基づき、内閣府特命担当大臣（消費者及び食品安全担当）が充てられる。それに加えて、同項第2号に基づき、内閣官房長官、関係する行政機関の長、および、前述以外の特命担当大臣のうちから、内閣総理大臣が指定した者が委員に充てられる。
ただ、同項第2号に基づく委員については、内閣官房長官、各省大臣、国家公安委員会委員長、公正取引委員会委員長、および、残りの特命担当大臣が、一律に任命されることが半ば慣例となっている。したがって、事実上、大多数の国務大臣、および、公正取引委員会委員長によって構成される会議体となっている。
また、消費者政策会議には幹事が設置されている。幹事は消費者政策会議の事務方としては最も高位であり、会長や委員を助ける。この幹事は、関係する行政機関の職員のうちから、内閣総理大臣に任命された者が充てられる。ただ、幹事については、内閣官房副長官、各府省の事務次官、公正取引委員会事務総長、警察庁長官、金融庁長官など、事務次官級（いわゆる事務次官等）、および、それに準ずる者が任命されることが半ば慣例となっている。これらの幹事により、幹事会が構成されている。なお、消費者政策会議の庶務は、消費者庁の内部部局である消費者政策課が担っている。

## 沿革

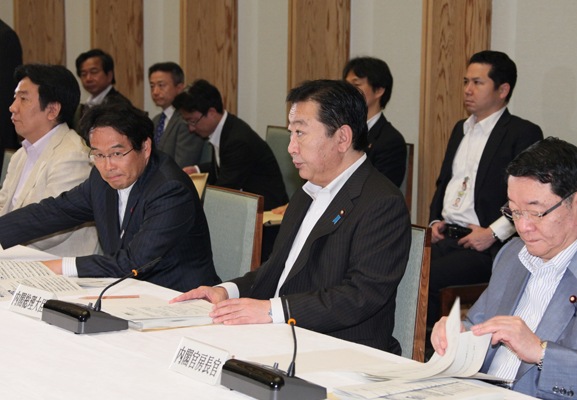
消費者政策会議の第9回会合（2012年7月20日、総理大臣官邸にて）

第2次小泉内閣の下で、従来の消費者保護基本法が改正され、代わって新たに消費者基本法が2014年6月に施行された。それに伴い、内閣府の特別の機関であった消費者保護会議が廃止されるとともに、消費者政策会議が新設された。初代会長には、内閣総理大臣の小泉純一郎が充てられた。なお、発足当初、消費者政策会議の庶務は、内閣府の内部部局である国民生活局が処理していた。
その後、麻生内閣の下で、消費者庁及び消費者委員会設置法など関連する各法が施行された。それに伴い、内閣府国民生活局が廃止されるとともに、消費者庁が新設された。それに伴い、消費者政策会議の庶務の処理は、内閣府国民生活局から消費者庁消費者政策課に移管された。
鳩山由紀夫内閣においては、内閣府特命担当大臣（消費者及び食品安全担当）のポストが新設され、消費者基本法第28条第3項第1号に基づく委員に充てられた。引き続き、以降の内閣においても踏襲されることとなった。なお、麻生内閣までは、同項第1号に基づく委員として、内閣府特命担当大臣（消費者担当）が充てられていた。

## 開催実績
消費者庁のHPによる最近の開催実績は、次のとおりである。2020年7月以降開催されていない。また18回の会議のうち、実際に委員が参集した会議は、第2回（2005年4月5日)、第5回(2007年7月3日)、第6回消(2008年7月25日、第7回(2010年3月30日)、第9回(2012年7月20日)、第17回(2020年3月31日）の6回にとどまり、他の会議は「持ち回り」となっている
第18回消費者政策会議(2020年7月7日)
第17回消費者政策会議(2020年3月31日)
第16回消費者政策会議(2019年7月26日)

## 名称
英語での名称は「Consumer Policy Council」と表記されている。

### 註釈
1. ↑  各省大臣は、国家行政組織法第5条第1項により、行政機関たる各省の長とされている。
2. ↑  国家公安委員会委員長は、主任の大臣ではないものの、警察法第6条第2項により、行政機関たる国家公安委員会の長とされている。
3. ↑  公正取引委員会委員長は、国務大臣ではないものの、私的独占の禁止及び公正取引の確保に関する法律第33条第1項により、行政機関たる公正取引委員会の長とされている。
4. ↑  会議を実際に開かず、担当者が委員に説明するだけのもの